# متلازمة آرسكوغ-سكوت
متلازمة آرسكوج (بالإنجليزية: Aarskog syndrome)‏ هو مرض وراثي يؤثر على طول الشخص، وعضلاته، وهيكله العظمي، وأعضاءه التناسلية، ومظهر وجهه. وكونه وراثي يعني أنه ينتقل ضمن العائلة الواحدة من الأبوين إلى الأبناء ولا ينتقل بالعدوى.
يصيب الذكور بشكل رئيسي، أما إصابات الإناث فتكون بشكل أخف. الحالة تنتج بسبب طفرة جينية تسمى خَلَلُ التَّنَسُّجِ الوَجْهِيُّ التَّنَاسُلِيُّ (بالإنجليزية: faciogenital dysplasia)‏ أو (بالإنجليزية: FGDY1)‏
يشار إلى التركيز على الجانب الجيني للأشخاص أو العائلات الذين قد يعانون من هذه الحالة بما أن هناك تداخل بين ملامح متلازمة إإرسكوج ومتلازمة الجنين الكحولي.

## الأعراض
- سرة بارزة
- انتفاخ في الفخذ أو كيس الصفن (الفتق الإربي inguinal hernia)
- تأخر النضج الجنسي
- تأخر نمو الأسنان
- ميلان الجفون للأسفل
- بروز الشعر وسط الجبهة على شكل حرف V (بالإنجليزية: widow's peak)‏
- هيكل صدري غائر بشكل بسيط (بالإنجليزية: excavatum pectus)‏
- مشاكل عقلية خفيفة إلى معتدلة
- قامة قصيرة بشكل خفيف إلى معتدل بحيث لا يظهر القصر حتى يبلغ الطفل 1 إلى 3 سنوات
- وسط الوجه متطور بصورة سيئة
- وجه دائري
- كيس صفن شالي، عدم هبوط الخصيتين
- أصابع يدين وقدمين قصيرة
- خط واحد فقط في في راحة اليد
- يدين وقدمين صغيرة واسعة مع أصابع قصيرة والأصبع الخامس منحني
- أنف صغيرة مع منخر يميل إلى الأمام
- الجزء الأعلى من الأذن ذو طية زائدة قليلا
- أخدود واسع فوق الشفة العليا، وتجعد تحت الشفة السفلى
- مساحة عينين واسعة مع أجفان متخاذلة

## اختبارات الكشف
- الفحص الوراثي للطفرات في الجين FGDY1
- الأشعة السينية

## المضاعفات المحتملة
- تغييرات كيسية في الدماغ
- صعوبة النمو في السنة الأولى
- محاذاة أسنان سيئة
- نوبات
- خصية غير نازلة

## العلاج
قد تكون الجراحة مطلوبة لتصحيح بعض الحالات الشاذة ويمكن استخدام المعالجة التقويمية لتصحيح بعض التشوهات في الوجه. هرمونات النمو لم تكن فعالة لعلاج قصر القامة في هذا الاضطراب.